# Falla N'Doye
Pour les articles homonymes, voir Ndoye.
Falla N'Doye, né le 4 mars 1960, est un arbitre sénégalais de football. Il est le deuxième arbitre sénégalais à avoir officié en coupe du monde après Youssou N'Diaye. 

## Carrière
Il a officié dans des compétitions majeures : 
- Tournoi Hassan II de football 1996 (1 match)
- Coupe du monde de football des moins de 20 ans 1997 (2 matchs)
- CAN 1998 (2 matchs)
- Supercoupe de la CAF 1998
- CAN 2000 (2 matchs)
- Supercoupe de la CAF 2000
- Jeux olympiques de 2000 (1 match)
- CAN 2002 (2 matchs)
- Coupe du monde de football de 2002 (1 match)
- CAN 2004 (3 matchs dont la finale)